# Raynald Métraux
Pour les articles homonymes, voir Métraux.
Raynald Métraux, né en 1958 à Lausanne, est un imprimeur et lithographe vaudois.

## Biographie
Raynald Métraux fréquente l'école Normale entre 1975 et 1979 avant de pratiquer la lithographie dans les ateliers Prolitho et Grapholith, de 1980 à 1988. 
En 1991, Raynald Métraux crée à Lausanne l'atelier de lithographie "Raynald Métraux", spécialisé dans la lithographie, la lithogravure, la linogravure, la typographie, la xylogravure et le monotype. L'atelier partage son activité entre les commandes pour les artistes, éditeurs ou différentes institutions, les travaux d'édition, la vente d'estampes et l'organisation d'expositions. Raynald Métraux expose les fruits de son travail à Yverdon-les-Bains (1994), Morges (1996), Montreux (1998), Soleure (1998), Lausanne (2001), Vevey (2003), ainsi que dans la galerie de l'atelier (trois à quatre fois par année depuis 1991). De nombreuses collections publiques possèdent des œuvres éditées par l'atelier, dont la Banque cantonale vaudoise, la Bibliothèque cantonale et universitaire de Lausanne, le Cabinet cantonal des estampes (Vevey), le CHUV, Musée Jenisch (Vevey), la Bibliothèque nationale suisse et l'Office fédéral de la culture. 
En 1991, Raynald Métraux fonde le Groupement des artisans du livre (GRAL) avec Nicolas Chabloz et Jean-Paul Minder, puis le CREO (Club romand de l'estampe originale) avec Anton Meier (1994). Il organise en 2001 le premier Forum de l'estampe et de l'édition d'art. 

## Sources
- « Raynald Métraux », sur la base de données des personnalités vaudoises sur la plateforme « Patrinum » de la Bibliothèque cantonale et universitaire de Lausanne.
- Atelier Raynald Métraux, p. 74-75
- Répertoire de l'estampe et de l'édition d'art, Suisse, p. 51
- F. Jaunin, 24 Heures, 6 juin 2005, p. 13 photographie à l'occasion de "Aperto"
- 24 Heures, 12 mars 2007, p. 27
- Marco Danesi. Beaux-Arts : L’impression au bout des doigts Domaine Public, 4 avril 2003.